# Leptogaster
Genre
Leptogaster est un genre d'insectes diptères prédateurs de la famille des asilidés (ou mouches à toison).

## Liste d'espèces
Selon Fauna Europaea (18 juillet 2013) :
- Leptogaster antenorea
- Leptogaster cylindrica
- Leptogaster fragilissima
- Leptogaster fumipennis
- Leptogaster gracilis
- Leptogaster guttiventris
- Leptogaster linearis
- Leptogaster macedo
- Leptogaster nitida
- Leptogaster palparis
- Leptogaster pubicornis
- Leptogaster pumila
- Leptogaster subtilis

## Espèces fossiles
Selon Paleobiology Database en 2023, le nombre d'espèces fossiles et éteintes est de cinq :
- †Leptogaster cerestensis Nel and Jouault 2022
- †Leptogaster erecta Meunier, 1906
- †Leptogaster falloti Theobald, 1937
- †Leptogaster hellii Unger, 1841
- †Leptogaster prior Melander, 1946[2].

## Galerie

L. guttiventris et L. cylindrica espèces vivantes du genre Leptogaster.
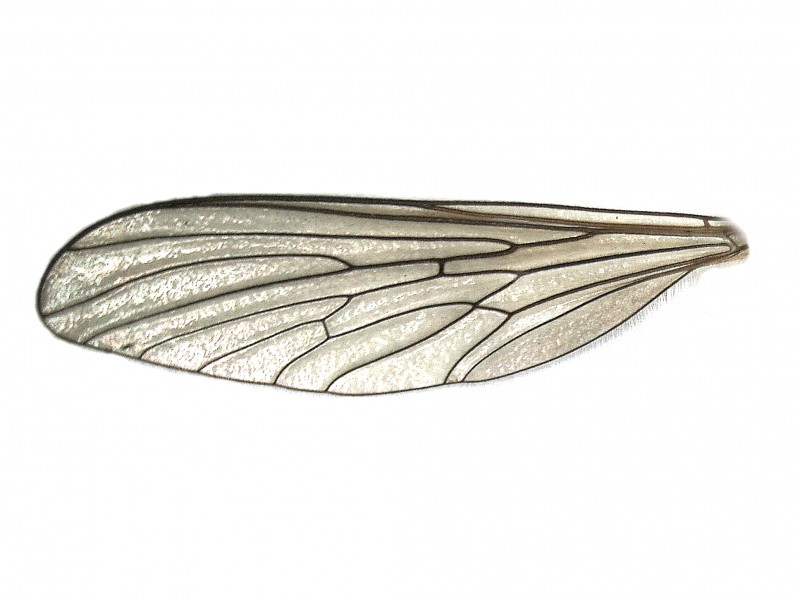
Leptogaster guttiventris - aile.
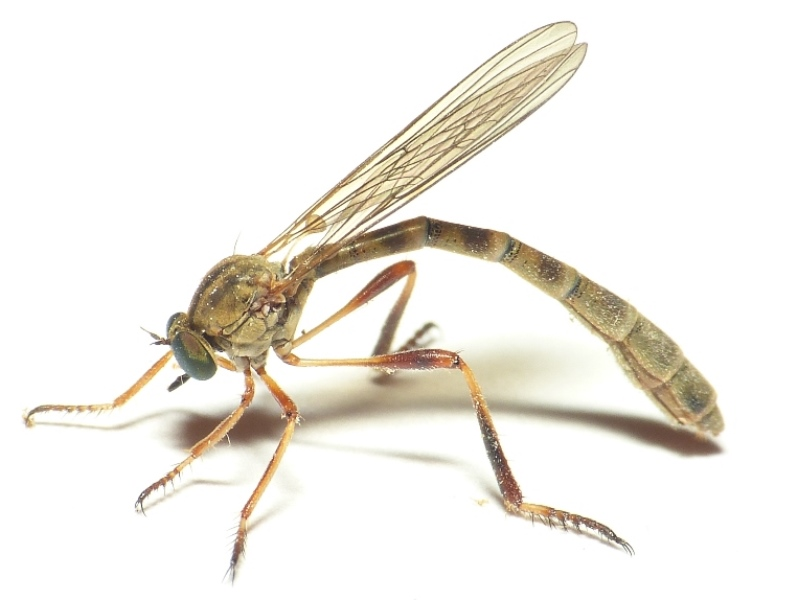
Leptogaster guttiventris - aile.
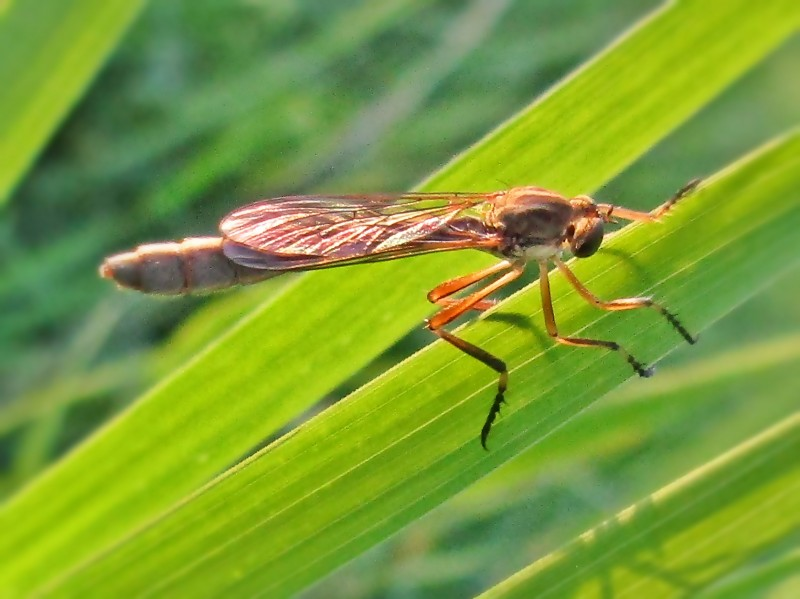
Leptogaster cylindrica.
- Leptogaster cylindrica- vidéo.